# Benjamin Karl
Pour les articles homonymes, voir Karl.
Benjamin Karl, né le 16 octobre 1985 à Sankt Pölten, est un snowboardeur autrichien spécialiste des slalom et slalom géant parallèles. Obtenant ses cinq premiers podiums en coupe du monde lors de la saison 2008, l'Autrichien remporte le classement général de la coupe du monde en devançant l'ancien double vainqueur du Globe de cristal, le Français Mathieu Bozzetto. En 2009, il devient champion du monde de slalom parallèle à Gangwon devant le Français Sylvain Dufour. Il devient vice-champion olympique en 2010 sur le site de Cypress derrière le Canadien Jasey Jay Anderson avant de remporter quatre ans plus tard aux Jeux de Sotchi une médaille de bronze en slalom parallèle. Entretemps, il agrandit sa collection de titres mondiaux avec deux médailles d'or en 2011 et une en 2013.

## Palmarès

### Jeux olympiques d'hiver
| Épreuve / Édition   | Slalom parallèle | Slalom géant parallèle |
| JO 2010 Vancouver   | —                | Argent                 |
| JO 2014 Sotchi      | Bronze           | 10e                    |
| JO 2018 Pyeongchang | —                | 5e                     |
| JO 2022 Pékin       | —                | Or                     |

### Championnats du monde
- Championnats du monde 2009 à Gangwon ( Corée du Sud) :
  -  Médaille d'or en slalom parallèle
- Championnats du monde 2011 à La Molina ( Espagne) :
  -  Médaille d'or en slalom parallèle
  -  Médaille d'or en slalom géant parallèle
- Championnats du monde 2013 à Stoneham ( Canada) :
  -  Médaille d'or en slalom géant parallèle
- Championnats du monde 2015 à Kreischberg ( Autriche) :
  -  Médaille de bronze en slalom géant parallèle
- Championnats du monde 2017 à Sierra Nevada ( Espagne) :
  -  Médaille d'argent en slalom parallèle
  -  Médaille d'argent en slalom géant parallèle
- Championnats du monde 2021 à Rogla ( Slovénie) :
  -  Médaille d'or en slalom parallèle

### Coupe du monde
- 4 gros globe de cristal :
  - Vainqueur du classement général en 2008 et en 2010.
  - Vainqueur du classement ASP (PAR+SBX) en 2011.
  - Vainqueur classement parallèle en 2024.
- 4 petits globe de cristal :
  - Vainqueur du classement parallèle en 2008, 2010 et 2011.
  - Vainqueur du classement slalom géant parallèle en 2024.
- 52 podiums dont 22 victoires en carrière.

#### Détail des podiums
| #  | Date       | Rés. | Lieu               | Discipline      |
| -- | ---------- | ---- | ------------------ | --------------- |
| 01 | 09.01.2008 | 2e   | Bad Gastein        | Parallèle       |
| 02 | 20.01.2008 | 2e   | La Molina          | Parallèle       |
| 03 | 17.02.2008 | 1er  | Sungwoo            | Géant parallèle |
| 04 | 03.03.2008 | 3e   | Lake Placid, NY    | Géant parallèle |
| 05 | 08.03.2008 | 1er  | Stoneham           | Géant parallèle |
| 06 | 10.10.2008 | 1er  | Landgraaf          | Parallèle       |
| 07 | 22.02.2009 | 1er  | Stoneham           | Géant parallèle |
| 08 | 26.02.2009 | 1er  | Sunday River, ME   | Géant parallèle |
| 09 | 15.03.2009 | 2e   | La Molina          | Géant parallèle |
| 10 | 22.03.2009 | 2e   | Valmalenco         | Géant parallèle |
| 11 | 09.10.2009 | 1er  | Landgraaf          | Parallèle       |
| 12 | 15.12.2009 | 2e   | Telluride, CO      | Géant parallèle |
| 13 | 06.01.2010 | 3e   | Kreischberg        | Géant parallèle |
| 14 | 17.01.2010 | 3e   | Nendaz             | Géant parallèle |
| 15 | 24.01.2010 | 1er  | Stoneham           | Géant parallèle |
| 16 | 06.02.2010 | 2e   | Sudelfeld          | Géant parallèle |
| 17 | 06.03.2010 | 2e   | Moscou             | Parallèle       |
| 18 | 13.03.2010 | 1er  | Valmalenco         | Géant parallèle |
| 19 | 10.12.2010 | 1er  | Limone Piemonte    | Géant parallèle |
| 20 | 09.01.2011 | 1er  | Bad Gastein        | Parallèle       |
| 21 | 09.02.2011 | 1er  | Yongpyong          | Parallèle       |
| 22 | 20.02.2011 | 1er  | Stoneham           | Géant parallèle |
| 23 | 15.12.2011 | 1er  | Telluride, CO      | Géant parallèle |
| 24 | 21.12.2011 | 2e   | Carezza            | Géant parallèle |
| 25 | 22.12.2011 | 1er  | Carezza            | Parallèle       |
| 26 | 10.03.2012 | 3e   | La Molina          | Géant parallèle |
| 27 | 07.03.2015 | 2e   | Moscou             | Parallèle       |
| 28 | 14.03.2015 | 2e   | Winterberg         | Parallèle       |
| 29 | 30.01.2016 | 2e   | Moscou             | Parallèle       |
| 30 | 15.12.2016 | 1er  | Carezza            | Géant parallèle |
| 31 | 17.12.2016 | 3e   | Cortina d'Ampezzo  | Parallèle       |
| 32 | 03.02.2017 | 3e   | Bansko             | Géant parallèle |
| 33 | 20.01.2018 | 3e   | Rogla              | Géant parallèle |
| 34 | 21.01.2018 | 1er  | Rogla              | Géant parallèle |
| 35 | 13.12.2018 | 2e   | Carezza            | Géant parallèle |
| 36 | 15.12.2018 | 3e   | Cortina d'Ampezzo  | Géant parallèle |
| 37 | 08.01.2019 | 3e   | Bad Gastein        | Parallèle       |
| 38 | 08.12.2019 | 3e   | Bannoye            | Géant parallèle |
| 39 | 11.01.2020 | 2e   | Scuol              | Géant parallèle |
| 40 | 29.02.2020 | 1er  | Blue Mountain (en) | Géant parallèle |
| 41 | 12.12.2020 | 3e   | Cortina d'Ampezzo  | Géant parallèle |
| 42 | 17.12.2020 | 1er  | Carezza            | Géant parallèle |
| 43 | 11.01.2022 | 2e   | Bad Gastein        | Parallèle       |
| 44 | 26.01.2023 | 1er  | Blue Mountain (en) | Géant parallèle |
| 45 | 14.12.2023 | 3e   | Carezza            | Géant parallèle |
| 46 | 16.12.2023 | 1er  | Cortina d'Ampezzo  | Géant parallèle |
| 47 | 13.01.2024 | 1er  | Scuol              | Géant parallèle |
| 48 | 25.01.2024 | 1er  | Rogla              | Géant parallèle |
| 49 | 27.01.2024 | 2e   | Simonhöhe          | Géant parallèle |
| 50 | 01.12.2024 | 2e   | Mylin              | Parallèle       |
| 51 | 12.12.2024 | 3e   | Carezza            | Géant parallèle |
| 52 | 18.01.2025 | 2e   | Bansko             | Géant parallèle |
| 53 | 15.02.2025 | 2e   | Val Saint-Côme     | Géant parallèle |